# Channelview (Texas)
Channelview est une census-designated place américaine située dans l'aire métropolitaine de Houston, dans le comté de Harris, dans l’État du Texas.
Sa population était de 38 289 habitants lors du recensement de 2010.

## Source
- (en) Cet article est partiellement ou en totalité issu de l’article de Wikipédia en anglais intitulé « Channelview, Texas » (voir la liste des auteurs).